# 항랑구레어
항랑구레어(Xârâgurè)는 누벨칼레도니에서 쓰이는 오세아니아어군 언어이다. 유네스코의 소멸위기언어 분류에 따르면 아이들이 가정 밖에서 사용하지 않는 “취약” 등급의 언어이다.